# Okrug Gornji
Okrug Gornji is een plaats in de gemeente Okrug in de Kroatische provincie Split-Dalmatië. De plaats telt 2.767 inwoners (2001).